# Kölner SC 1899
Kölner SC 1899 was een Duitse omnisportvereniging uit het noorden van de stad Keulen en is een van de oudste clubs van de stad.

## Geschiedenis
De club werd op 6 mei 1899 opgericht als Internationaler Fußball-Club Cöln. In diezelfde maand nog werd de naam veranderd in CFC (Cölner Fußball-Club), in deze tijd werd de naam van de stad nog met een C geschreven. Eerst speelde de club tegenover de St. Agneskerk en verhuisde in 1903 naar het Weidenpescher Park, langs de paardenrennen. Dit zou gedurende 99 jaar de thuishaven van de club worden.
De club sloot zich aan bij de voetbalbond van Rijnland-Westfalen, de latere West-Duitse bond en ging in de nieuwe competitie van Keulen-Bonn spelen, vanaf 1906 Zuidrijncompetitie. Cölner FC 1899 werd de eerste kampioen en plaatste zich voor de West-Duitse eindronde. In een groepsfase met Essener SV 99 en FC 1894 München-Gladbach werd de club overtuigend kampioen. Dit jaar werd voor het eerst een eindronde om de landstitel georganiseerd, echter nam CFC 1899 hier niet aan deel. Het volgende jaar werd Bonner FV 01 kampioen, maar in 1904/05 werd CFC weer kampioen. In de eindronde was er een groepsfase met Duisburger SpV en FC 1894 München-Gladbach, waar alle drie de clubs eindigden met evenveel punten. CFC 1899 had een beter doelsaldo, maar er werd besloten om de titel te beslechten met testwedstrijden. Duisburger SpVg moest het eerst tegen CFC opnemen en gaf de club een 5:1 pandoering. Het volgende seizoen werd opnieuw de titel behaald en in de eindronde eindigde de club weer met Duisburger SpV op de eerste plaats, maar deze keer trok CFC aan het langste eind en werd West-Duits kampioen. De club mocht als eerste Keulse club deelnemen aan de eindronde om de landstitel, waar ze meteen verloor van 1. FC Pforzheim met 4:2.
Ook in 1906/07 werd de club kampioen en speelde in de eindronde weer tegen Duisburger SpV en won. In de halve finale verloor de club van Düsseldorfer FC 1899. Het volgende seizoen werd Alemannia Aachen kampioen en het jaar erna trok de club zich terug uit de competitie. In 1909 richtte de West-Duitse bond een nieuw kampioenschap in voor de tien beste teams van drie competities, de Zehnerliga. Na drie middenmootplaatsen werd de club in 1912/13 laatste en zou degraderen uit de Zehnerliga maar nadat deze ontbonden werd keerde de club gewoon terug naar de Zuidrijncompetitie.
In 1916 nam de club de naam KSC (Kölner Sport-Club 1899) aan. Na enkele jaren in de subtop werd de club in 1917/18 kampioen van het district Keulen-Bonn, er was wel geen verdere eindronde om de algemene titel om oorlogsredenen. In het eerste naoorlogse seizoen werd de club vicekampioen. Vanaf 1920 speelde de club in de nieuwe Rijncompetitie. De club eindigde in de middenmoot en de resultaten gingen steeds bergaf tot een degradatie volgde in 1926/27. In 1931/32 promoveerde de club weer. In 1933 kwam de NSDAP aan de macht in Duitsland en werd de competitie gereorganiseerd. De West-Duitse bond met zijn acht competities verdween en maakte plaats voor drie Gauliga's. Als derde in zijn groep plaatste KSC zich voor de Gauliga Mittelrhein.
In het eerste seizoen eindigde de club net boven de degradatiezone. De volgende seizoenen eindigde SC in de middenmoot. In 1937 fuseerde de club met CfR 1899 Köln en werd zo VfL Köln 1899.
In de jaren 20 en 30 bood het stadion plaats aan 16.000 toeschouwers en werd ook gebruikt voor interlands.

## Erelijst
Kampioen Zuidrijn
1903, 1905, 1906, 1907
Kampioen Zuidrijn/Keulen-Bonn
1918
Kampioen West-Duitsland
1903, 1906